# Richard Burns
Richard Alexander Burns (Reading, 17 de gener de 1971 - Londres, 25 de novembre de 2005) va ser un pilot de ral·lis anglès, que va guanyar el Campionat Mundial de Ral·lis del 2001. Morí als 34 anys d'un tumor cerebral, després d'estar quatre dies en coma.

## Pre- WRC (Precampionat Mundial de Ral·lis
Va començar a conduir amb un vell Triumph 2000 quan tenia 8 anys en un camp proper a la seva casa. Quan tenia 11 anys es va unir al club automòbilistic Under 17 Car Club, on va ser conductor de l'any 1984.
El 1990 es va unir a l'equip Peugeot Challenge després que en David Williams li comprés un Peugeot 205 GTI i va tenir la primera experiència en el Campionat Mundial de Ral·lis al Ral·li RAC. El 1991 va conèixer a Robert Reid, l'home que seria el seu copilot durant els següents 12 anys.
El 1993 es va unir a l'equip de ral·lis de Subaru per disputar el Campionat Britànic de Ral·lis i va guanyar-lo.

## Campionat Mundial de Ral·lis

### 1996-1998: Mitsubishi
El 1996 va fitxar per Mitsubishi i això va suposar disputar proves a nivell internacional. Aquell mateix any va guanyar el Ral·li de Nova Zelanda. El 1998 va guanyar el Ral·li Safari amb un Mitsubishi Carisma GT.

### 1999-2001: Subaru
El 1999 va passar a Subaru i va conduir un Subaru Impreza WRC. El 1999 va culminar un gran any i va quedar subcampió per darrere de Tommi Mäkinen. Durant aquell any va guanyar el Ral·li d'Austràlia, el RAC Ral·li i el Ral·li d'Acròpolis. El 2000 va tornar a ser subcampió del mundial per darrere de Marcus Grönholm. En aquella ocasió va guanyar el Ral·li Safari, el Ral·li de Portugal, el Ral·li de l'Argentina i el RAC Ral·li.
El 2001 per altra banda va guanyar el Campionat Mundial de Ral·lis. Tot i només guanyar el Ral·li de Nova Zelanda va aconseguir emportar-se el campionat després de sumar més punts que no victòries a Colin McRae, Tommi Mäkinen i Marcus Grönholm.

### 2002-2003: Peugeot
El 2002 va passar a Peugeot i va conduir un Peugeot 206 WRC. Tot i no guanyar cap ral·li durant el 2002, va quedar segon al Ral·li de Catalunya, al Ral·li de Xipre, al Ral·li d'Alemanya i al Ral·li de Finlàndia. El 2003 se li va detectar un tumor cerebral.

## Mort
El 25 de novembre del 2005, quatre anys després d'haver guanyar el Campionat Mundial de Ral·lis, va morir a l'edat de 34 anys després d'haver estat en coma els últims dies. Va morir a causa d'un tumor cerebral que se li havia diagnosticat l'any 2003 mentre corria el mundial de ral·lis. Tot i la quimioteràpia, la radioteràpia i les diverses intervencions quirúrgiques no es va poder fer res per curar-li la malaltia.
Subaru li va retre tribut al castell de Combe el 2006 quan es van reunir més de 60 Subaru WRX, entre ells el que hauria hagut de conduir al Campionat Mundial de Ral·lis del 2006.
Subaru va anunciar que creava una edició especial del Subaru Impreza WRX STI pel 2007 en memòria de Richard Burns. A més a més col·laborarà en la fundació Richard Burns que ajuda a persones malaltes.

## Victòries al WRC
| Núm. vic. | Ral·li                     | Anys             |
| --------- | -------------------------- | ---------------- |
| 3         | Ral·li de la Gran Bretanya | 1998, 1999, 2000 |
| 2         | Ral·li Safari              | 1998, 2000       |
| 1         | Ral·li Acròpolis           | 1999             |
| 1         | Ral·li d'Austràlia         | 1999             |
| 1         | Ral·li de Portugal         | 2000             |
| 1         | Ral·li de l'Argentina      | 2000             |
| 1         | Ral·li de Nova Zelanda     | 2001             |